# Cratere Wharton
Wharton  è un cratere sulla superficie di Venere. Deve il proprio nome alla scrittrice statunitense Edith Wharton.